# دوغلاس جاي كيومو
دوغلاس جاي كيومو (بالإنجليزية: Douglas J. Cuomo)‏ هو مؤلف موسيقى تصويرية وملحن أمريكي، ولد في 13 فبراير 1958 في توسان في الولايات المتحدة.

## وصلات خارجية
- دوغلاس جاي كيومو على موقع IMDb (الإنجليزية)
- دوغلاس جاي كيومو على موقع ميوزك برينز (الإنجليزية)
- دوغلاس جاي كيومو على موقع قاعدة بيانات برودواي على الإنترنت (الإنجليزية)
- دوغلاس جاي كيومو على موقع ديسكوغز (الإنجليزية)
- دوغلاس جاي كيومو على موقع ديسكوغز (الإنجليزية)
- دوغلاس جاي كيومو على موقع قاعدة بيانات الفيلم (الإنجليزية)